# Alexandre Frutos
 (février 2013).
Alexandre Frutos est un footballeur français, né le 23 avril 1982 à Vitry-le-François (Marne). Il est attaquant.

## Biographie
Alexandre Frutos commence sa carrière au FC Metz. Il joue son premier match en Ligue 1 le 7 février 2001, lors d'une rencontre face au Sporting Club de Bastia.
Lors de la saison 2002-2003 Il prend une part active dans la remontée du FC Metz en Ligue 1 avec une saison pleine (33 matchs joués).
Il est prêté lors de la saison 2004-2005 à La Berrichonne de Châteauroux.
En 2005, il rejoint les championnats anglais en signant avec le club de Brighton & Hove. Il reste deux saisons dans ce club.
En 2008, Alexandre Frutos rejoint la Belgique et s'engage avec l'équipe du RFC Tournai. Il s'engage avec le KSK Renaix en 2010. Puis, en 2012, il joue au KSV Audenarde.

Depuis 2021, il joue sous les couleurs de l'US Marquillies, club amateur des Weppes.
Il mène le club au titre de champion Vétérans la saison suivante grâce à des performances de haute volée (40 buts et 19 passes décisives en championnat sur l'exercice 2022-2023).